# Вейн, Уильям, 1-й герцог Кливленд
Уильям Вейн (англ. William Vane; 27 июля 1766, Лондон, Великобритания — 29 января 1842, там же) — британский аристократ, 3-й граф Дарлингтон с 1792 года, 1-й маркиз Кливленд с 1827, 1-й герцог Кливленд и 1-й барон Рэби из Рэби Касла с 1833 года, кавалер ордена Подвязки. Заседал в Палате общин в 1788—1792 годах, занимал должность лорда-лейтенанта Дарема в 1792—1842 годах. Получил герцогский титул благодаря своему происхождению по женской линии от бастарда короля Карла II.

## Биография
Уильям Вейн родился в 1766 году в семье Генри Вейна, 2-го графа Дарлингтона, и Маргарет Лоутер. Он получил образование в Оксфорде. В 1788—1790 годах Вейн заседал в Палате общин как представитель округа Тотнес, в 1790—1792 годах — как депутат от Уинчелси (тогда он носил титул учтивости виконт Барнард). После смерти отца 8 сентября 1792 года Вейн унаследовал титул пэра графа Дарлингтона и занял место в Палате лордов. Тогда же он стал полковником Даремского ополчения, а в 1793 году занял пост лорда-лейтенанта Дарема.
Вейн принадлежал к партии вигов и неизменно находился в оппозиции к правительству, выступая за политические реформы. Он редко выступал в Палате лордов, и современники утверждали, что его манеры лучше, чем то, что он говорит. 17 сентября 1827 года Вейн получил титул маркиза Кливленда, 15 января 1833 года — титул герцога Кливленда (по женской линии он приходился правнуком второму герцогу Кливленду первой креации, внебрачному сыну короля Карла II). В 1839 году он был награждён орденом Подвязки. Сэр Уильям умер 29 января 1842 года в Лондоне.
В первую очередь герцог был известен как спортсмен, а не как политик. В частности, он был большим энтузиастом охоты с гончими, вёл охотничий дневник и регулярно публиковал его фрагменты. Сэр Уильям пытался протводействовать строительству первой железной дороги в 1820 году, поскольку она должна была пройти через его охотничьи угодья. Кроме того, он содержал большой конезавод.

## Семья
Вейн был женат дважды. Его первой супругой стала в 1787 году Кэтрин Маргарет Поулет, дочь Гарри Паулета, 6-го герцога Болтона, и Кэтрин Лоутер; второй в 1813 году — Элизабет Рассел, дочь Роберта Рассела. В первом браке родились восемь детей:
- Генри[англ.] (1788—1864), 2-й герцог Кливленд[6][7];
- Луиза Кэтрин Барбара (1791—1821), жена Фрэнсиса Форестера[8][9];
- Уильям Джон Фредерик[англ.] (1792—1864), 3-й герцог Кливленд[10];
- Каролина Мэри (родилась и умерла в 1795)[11];
- Августа Генриетта (1796—1874), жена Марка Мильбанка[12];
- Лаура (1800—1882), жена Уильяма Мейрика[13];
- Арабелла (1801—1864), жена Ричарда Ардена, 3-го барона Алванли[14][15];
- Гарри Джордж[англ.] (1803—1891), 4-й герцог Кливленд[16][17].